# Christina Johnston
Christina Johnston (* 1. prosince 1990 Suffolk, Anglie) je britská sopranistka, která zpívá převážně klasické a operní skladby a působí i v hudebních divadlech.

## Život
Christina se narodila v Suffolku ve východní Anglii. Její matkou je Gillian Johnston a otcem Peter Johnston, který ale zemřel, když Christině bylo 11 let. Christina je jedináček a vyrůstala ve Framlinghamu, Suffolk, kde její teta Diana Howard byla správkyní Framlinghamského panství. Navštěvovala internátní školu Flamingham College. Stala se finalistkou v pořadu BBC "Chorister of the Year". V 17 letech získala stipendium na Guildhall School of Music and Drama. Během studia na této konzervatoři vystupovala v různých inscenacích i na koncertech. Zpívala pod taktovkou mnoha dirigentů a zúčastnila se mistrovských kurzů, pod vedením vynikajících sopranistek a operních pěvkyň (Dame Kiri Te Kanawa, Renee Fleming, Emma Kirby, Yovonne Kenny), účastnila se prestižních mezinárodních soutěží a postoupila mezi čtyři nejlepší v soutěži The National Performing Arts Competition (Mezinárodní soutěž múzických umění).
V roce 2010 se přestěhovala do Prahy, kde působila jako sólistka Státní opery Praha. Dále se rozvíjela a studovala pod vedením korepetitorky Jeleny Noskové a dirigenta Richarda Heina. V současnosti bydlí ve vesničce u Ondřejova.
Christina byla jednou ze sólových pěvkyň festivalu Art for Life v Praze a zpívala v Kazaňské opeře (Rusko), kde hrála roli Olympie v Hoffmannových povídkách Jacquese Offenbacha. Nejnověji zpívala v premiérovém představení Pucciniho opery Tosca pod taktovkou dirigenta Waltera Attanasiho. V roce 2012 se umístila na 3. místě Mozartovské soutěže v Praze. V prosinci téhož roku debutovala ve Státní opeře Praha, jako Královna noci v Mozartovo Kouzelné flétně a v roce 2013 jako Adele ve Straussovo Netopýru. Debutovala také v roli Zerliny v Mozartovo hře Don Giovanni ve Stavovském divadle (2014).
Zpívala pro prezidenta České republiky a prezidenta Evropské unie v rámci 5. výročí Východního summitu na Pražském hradě a to s českým chlapeckým pěveckým sborem BoniPueri, se kterým dlouhodobě spolupracuje. Pěvecký sbor doprovázel již takové hvězdy, jako jsou José Carreras, Bobby McFerrin nebo Noemi Kiss. Pro rok 2015 připravují společné CD.
V rámci několika projektů spolupracovala na projektech s českým skladatelem filmové hudby Robertem Jíšou, např. Století Miroslava Zikmunda, Hlasy Světla 3D, současné klasické skladbě v multimediálním provedení, kterou autor napsal přímo Christině na míru. Posledním z nich byla spolupráce na filmu Aldabra (2015) režiséra Steva Lichtaga, v kterém Christina zpívá hlavní téma.
Christina Johnston vystupuje na koncertech pořádaných v Čechách a na Slovensku. Kromě zpěvu miluje Christina jízdu na koních a tanec. Podporuje také UNICEF ČR a Armádu spásy pro ČR a Slovensko.

## Repertoár
- Bernstein: Candide (Cunegonde)
- Donizetti: Lucia di Lammermoor (Lucia)
- Gilbert a Sullivan: The Pirates Of Penzance (Mabel)
- Mozart: Die Zauberflöte (královna)
- Mozart: Le nozze di Figaro (Susanna)
- Mozart: Don Giovanni (Zerlina)
- Mozart: Die Entführung aus dem Serail (Blonda)
- Offenbach: Les Contes d'Hoffmann (Olympia)
- Strauss: Die Fledermaus (Adele)
- Verdi: Un ballo in maschera (Oscar)
- Verdi: Rigoletto (Gilda)
- Jíša: Hlasy světla (Anděl blažené smrti)[3]

## Fotogalerie

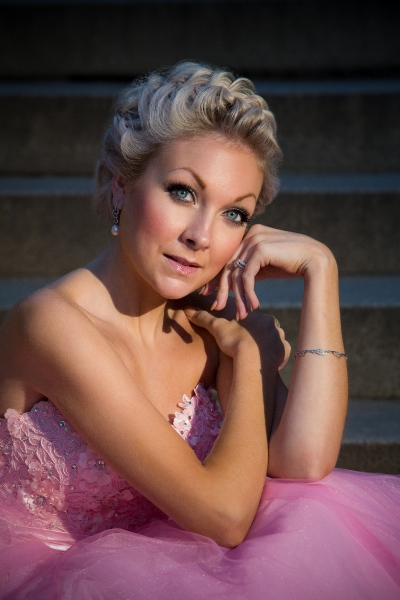
Christina Johnston v Praze
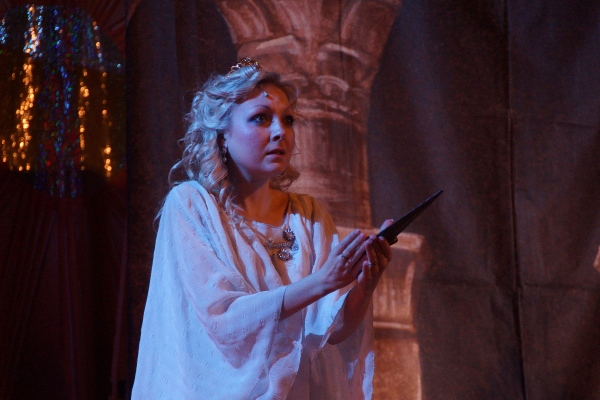
Mozart: Kouzelná flétna (Německo)
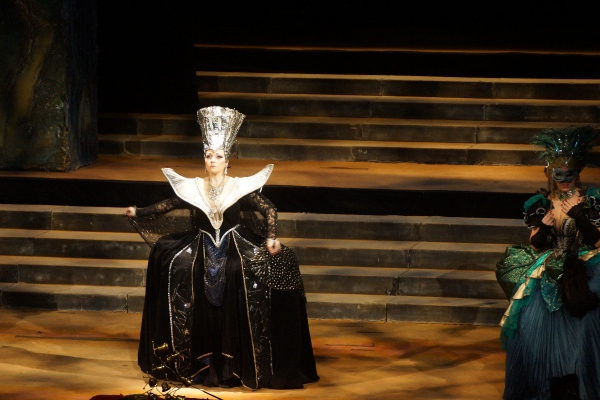
Mozart: Kouzelná flétna (Státní Opera Praha)
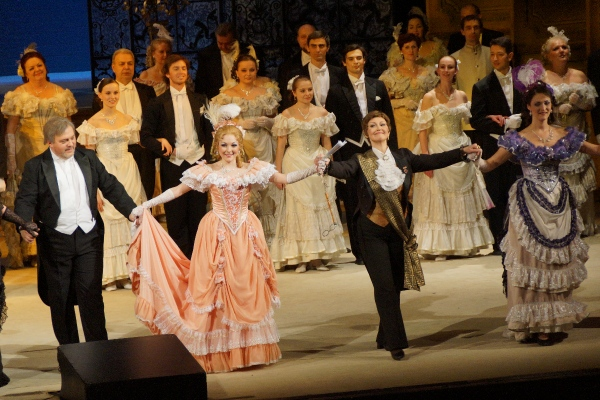
Strauss: Netopýr – Adele
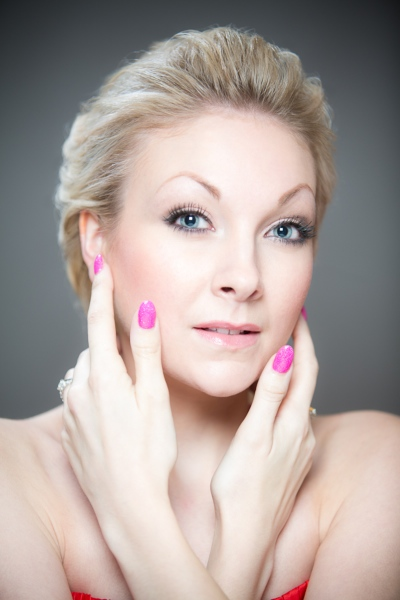
Christina Johnston (foto: Miguel Alonso)